# Bissorã
Bissorã är en ort i Guinea-Bissau. Den ligger i regionen Oio, i den centrala delen av landet, 40 km norr om huvudstaden Bissau. Folkmängden uppgår till cirka 10 000 invånare.